# 曼戈内
曼戈内（義大利語：Mangone），是意大利科森扎省的一个市镇。总面积12平方公里，人口1884人，人口密度157.0人/平方公里（2009年）。ISTAT代码为078075。